# Incurvaria
Incurvaria är ett släkte av fjärilar som beskrevs av Adrian Hardy Haworth 1828. Incurvaria ingår i familjen bladskärarmalar.

## Bildgalleri

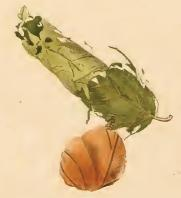
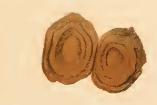
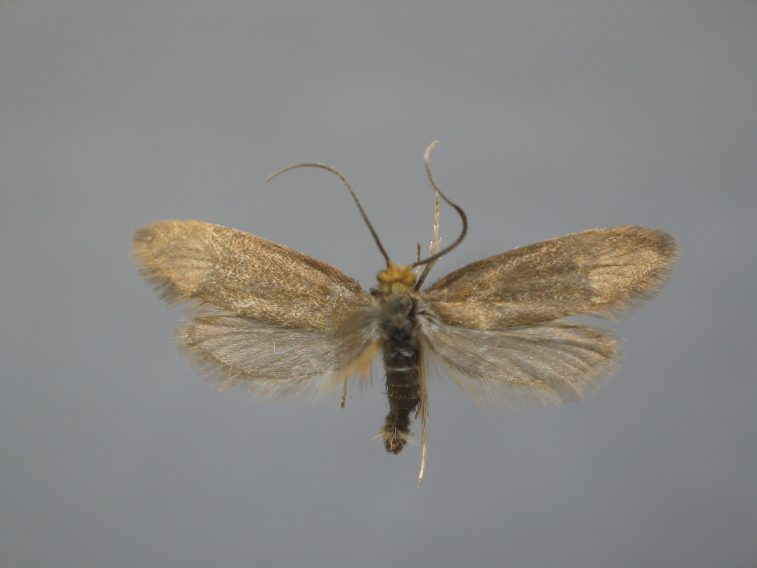
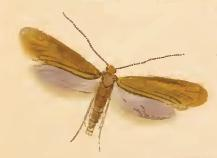
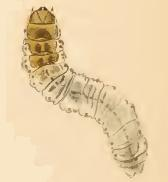

## Dottertaxa tillIncurvaria, i alfabetisk ordning[1][2]
- Incurvaria abnormella
- Incurvaria adversella
- Incurvaria aenella
- Incurvaria aeripennella
- Incurvaria argilella
- Incurvaria aurata
- Incurvaria brigantinella
- Incurvaria capittella
- Incurvaria circulella
- Incurvaria confluens
- Incurvaria corticella
- Incurvaria devotella
- Incurvaria dietziella
- Incurvaria flavimitrella
- Incurvaria flavipunctella
- Incurvaria fuscatella
- Incurvaria gillettella
- Incurvaria intermediella
- Incurvaria itoniella
- Incurvaria koerneriella
- Incurvaria luzella
- Incurvaria masculella
- Incurvaria mespilella
- Incurvaria morosa
- Incurvaria muchei
- Incurvaria multipunctella
- Incurvaria oehlmanniella
- Incurvaria oregonella
- Incurvaria pallidulella
- Incurvaria pectinea
- Incurvaria ploessli
- Incurvaria politella
- Incurvaria praelatella
- Incurvaria provectella
- Incurvaria psychidella
- Incurvaria quadripunctella
- Incurvaria redimetella
- Incurvaria reductella
- Incurvaria rhaeticella
- Incurvaria rubiella
- Incurvaria rupella
- Incurvaria russatella
- Incurvaria schoenherrella
- Incurvaria sedella
- Incurvaria similella
- Incurvaria splendidella
- Incurvaria spuria
- Incurvaria standfussiella
- Incurvaria taylorella
- Incurvaria tenuicornis
- Incurvaria triangulifera
- Incurvaria triglavensis
- Incurvaria tripunctella
- Incurvaria tumorifica
- Incurvaria variella
- Incurvaria vetulella
- Incurvaria zinckenii